# Eriopyga ultimella
Eriopyga ultimella là một loài bướm đêm trong họ Noctuidae.